# Historie esperanta
| Esperanto |  |
| |  |
| Jazyk |  |
| |  |
| - Akademie esperanta - Gramatika - Slovníky - Esperantologie - Abeceda - Číslovky - Fundamento - lernu! - Letní škola esperanta                                                                             |  |
| |  |
| Organizace |  |
| |  |
| - UEA - TEJO - E@I - EEU - SAT - Český esperantský svaz - Česká esperantská mládež - Esperantské kluby - Katolíci                                                                                           |  |
| |  |
| Dějiny |  |
| |  |
| - Ludvík Lazar Zamenhof - Časová osa - Buloňská deklarace - Ido-schizma - Krize ata/ita - Neutrální Moresnet - Interhelpo - Pražský manifest - Bona Espero - Esperantské město                              |  |
| |  |
| Kultura |  |
| |  |
| - Esperantská setkání - Pasporta Servo - Hudba - Rozhlas - Finvenkismus - Homaranismus - Kabei - Politika - La Espero - Stelo - Symboly (vlajka) - UK - IJK - Esperantista - Rodilí mluvčí - Zamenhofův den |  |
| |  |
| Literatura |  |
| |  |
| - Autoři - Esperantské časopisy - Esperantské slovníky - PIV - Wikipedie - KAEST |  |
| |  |
| Úhly pohledu |  |
| |  |
| - Propedeutická hodnota - Srovnání s idem - Srovnání s interlinguou - Reformy - Odpor vůči esperantu |  |

Historie esperanta začíná nápadem Ludvíka Lazara Zamenhofa na vytvoření mezinárodního jazyka.

## Vznik esperanta
Zamenhof se narodil v Bělostoku, v městě národnostně velmi smíšeném. Obyvatelstvo žilo ve stálém nepřátelství, společenské a národnostní rozbroje byly na denním pořádku. To přivedlo Zamenhofa na myšlenku, že kdyby si lidé rozuměli, stýkali by se přátelsky a v míru. Již jako gymnazista se začal zabývat myšlenkou vytvořit mezinárodní jazyk pro dobro lidstva a ke konci jeho studií v r. 1878 byl jeho projekt Lingwe Uniwersala víceméně hotov. Otec Zamenhofa, který byl učitelem jazyků, považoval tuto práci za marnou a utopistickou a tak rukopis, který mu byl svěřen, zničil. Zamenhof studoval lékařství v Moskvě a Varšavě v letech 1879-1885. V té době začal opět pracovat na mezinárodním jazyce, po šest let jej opravoval a zlepšoval, toto období esperanta se nazývá proto-esperanto a v roce 1887 vydal pod pseudonymem dr. Esperanto (dr. Doufající). Podle tohoto pseudonymu byl nový jazyk pojmenován.

## První opravy
Přišly stovky nadšených a souhlasných dopisů a také rady, návrhy na úpravu apod. Zamenhof si všechny tyto návrhy zaznamenával a začal je uveřejňovat v roce 1894 v prvním esperantském časopise Esperantisto, který začal vycházet v r. 1889 v Norimberku. Vydávání časopisu umožnil L. Einstein, německý novinář, jeden z nejoddanějších a idealistických spolupracovníků dr. Zamenhofa, který svými brožurami a články položil základy esperantského hnutí v Německu. Z dalších finančních nesnází zachránil časopis H. Trompeter, Němec, zeměměřič, který vzal na sebe všechny výlohy s vydáváním časopisu. Jeho pomocí vyšlo v esperantu také několik významných děl. V tomto časopise dal dr. Zamenhof dvakrát hlasovat o návrzích na změny v jazyce, ale většina hlasovala proti a přála si, aby jazyk zůstal beze změny. Po hlasování skončily všechny jazykové debaty, skončila neplodná doba a začala doba volného rozvoje. Časopis měl nejvíce odběratelů v carském Rusku. Proto bylo velkou ranou, když ruská cenzura nepovolila časopis do Ruska pro článek L. N. Tolstého, velkého přítele esperanta, který byl také čestným členem několika esperantských spolků. Časopis proto zanikl v roce 1895, ale po několika měsících začal vycházet v Uppsale nový časopis pod názvem Lingvo Internacia. Časopis vycházel ve Švédsku až do roku 1899, v letech 1900 - 1906 jej tiskl a redigoval P. Lengyel v Maďarsku. P. Lengyel se později přestěhoval i s časopisem do Paříže a tam se stal redaktorem časopisu P. Fruictier a později Théophile Cart až do první světové války, kdy časopis přestal vycházet.

## Rozvoj esperanta
Roku 1912 trvalo esperantské hnutí již 25 let. V Krakově se tehdy konal osmý světový sjezd, kde se Zamenhof během slavnostního projevu vzdal své oficiální vedoucí role v hnutí. Desátý sjezd se měl uskutečnit roku 1914 v Paříži, přihlásilo se na něj téměř 4000 lidí, ale začínající válka jej znemožnila a Zamenhof se mohl do své vlasti vrátit jen oklikou přes skandinávské státy.
Po dvacet let žil Zamenhof se svou rodinou ve velmi stísněných finančních poměrech. Lékařská praxe nepřinášela žádoucí příjem. Střídavě žil v Chersonu, Varšavě, Grodnu a opět ve Varšavě, kde trávil i poslední chvíle svého života († 14. dubna 1917).

## Válka a po válce
Za první světové války se v sibiřském zajateckém táboře tisíce zajatců nejrůznějších národů učilo esperantu podle učebnic, které jim předal světový výbor YMCA (Svaz křesťanské mládeže). Po válce touha po míru a harmonii vzbudila nové naděje a esperanto se podivuhodně šířilo. První poválečný sjezd se konal v roce 1920 v Haagu, v roce 1921 se konal 13. světový sjezd v Praze za účasti téměř 3 000 lidí z 35 zemí, organizační problémy byly rozřešeny na nějaký čas smlouvou v Helsinkách, změnily se formy práce a byly pořádány různé odborné a technické konference.
V roce 1929 bylo otevřeno v novém vídeňském hradě Mezinárodní esperantské muzeum jako část Rakouské národní knihovny. Zakladatelem a ředitelem byl H. Stefner.